# Sveriges Fotbollshistoriker & Statistiker
Sveriges Fotbollshistoriker & Statistiker är en ideell förening som bildades 1983 med syfte att "att inhämta, sammanställa och dokumentera statistik över svensk fotboll på alla nivåer". Föreningen samarbetar med dess utländska motsvarigheter.
Föreningen bildades av skribenter och sportjournalister på bland annat Aftonbladet, Expressen och Sveriges Radio för att samordna och centralisera statistik från fotbollsligor, klubbar och supporterorgan. Motsvarande organisationer fanns bland annat i England och Västtyskland. Redan från början utvecklades ett samarbete med Svenska Fotbollförbundet och föreningen är officiell partner gällande fotbollshistoria och statistik. Föreningen ger ut medlemstidningen SFS-Bolletinen med fyra nummer per år.
År 2003 instiftade föreningen svensk fotbolls Hall of Fame.